# Pachystegia
 Pachystegia   Cheeseman, 1925 è un genere di piante angiosperme dicotiledoni della famiglia delle Asteraceae, sottofamiglia Asteroideae, tribù Astereae (Basal grade) e sottotribù Celmisiinae.

## Etimologia
Il nome scientifico del genere è stato definito dal botanico Thomas Frederic Cheeseman (1846-1923) nella pubblicazione "Manual of the New Zealand Flora. Edition 2 Wellington, New Zealand" ( Man. New Zealand Fl., ed. 2. 910 ) del 1925.

## Descrizione

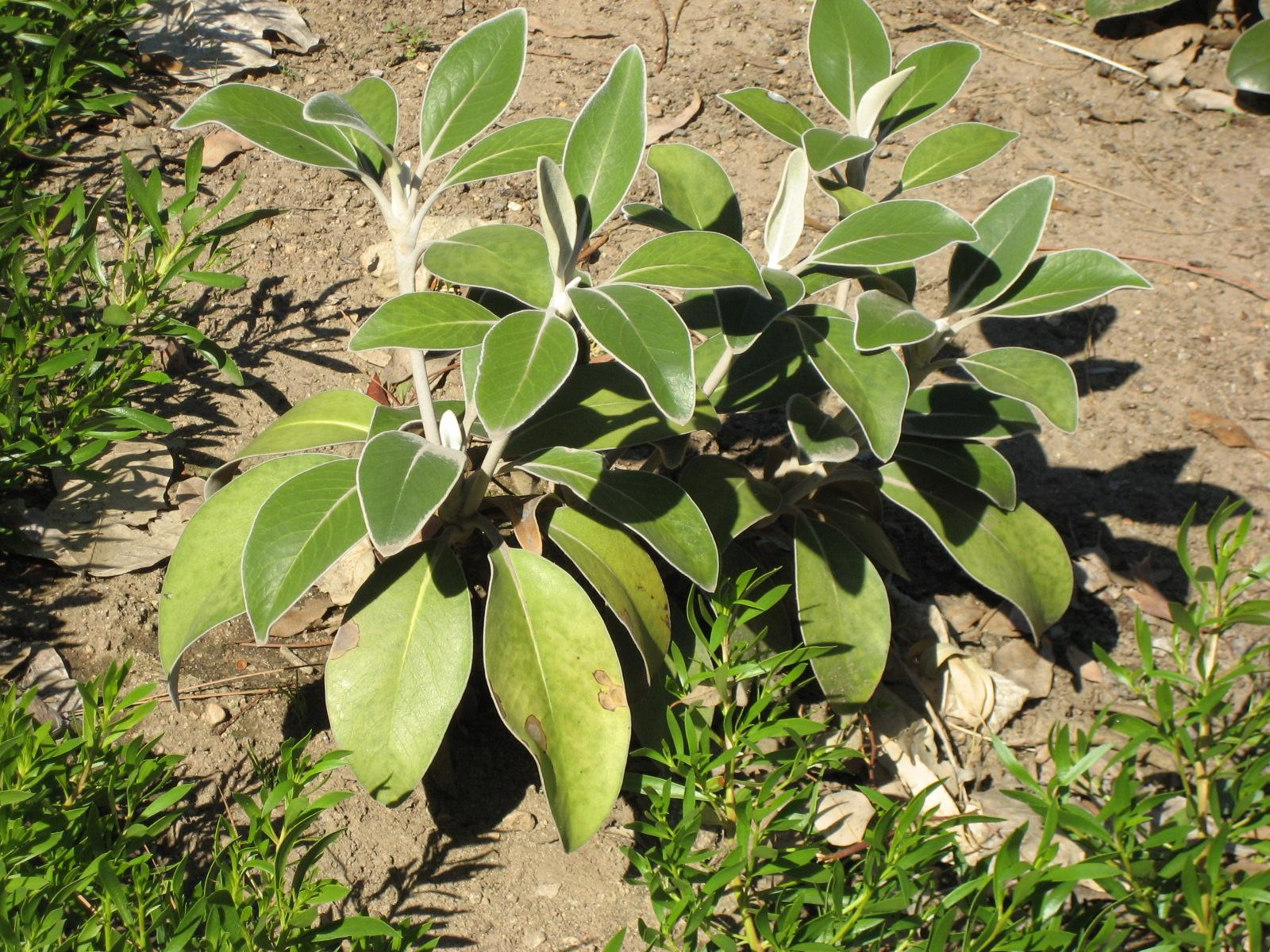
Il portamento
Pachystegia insignis

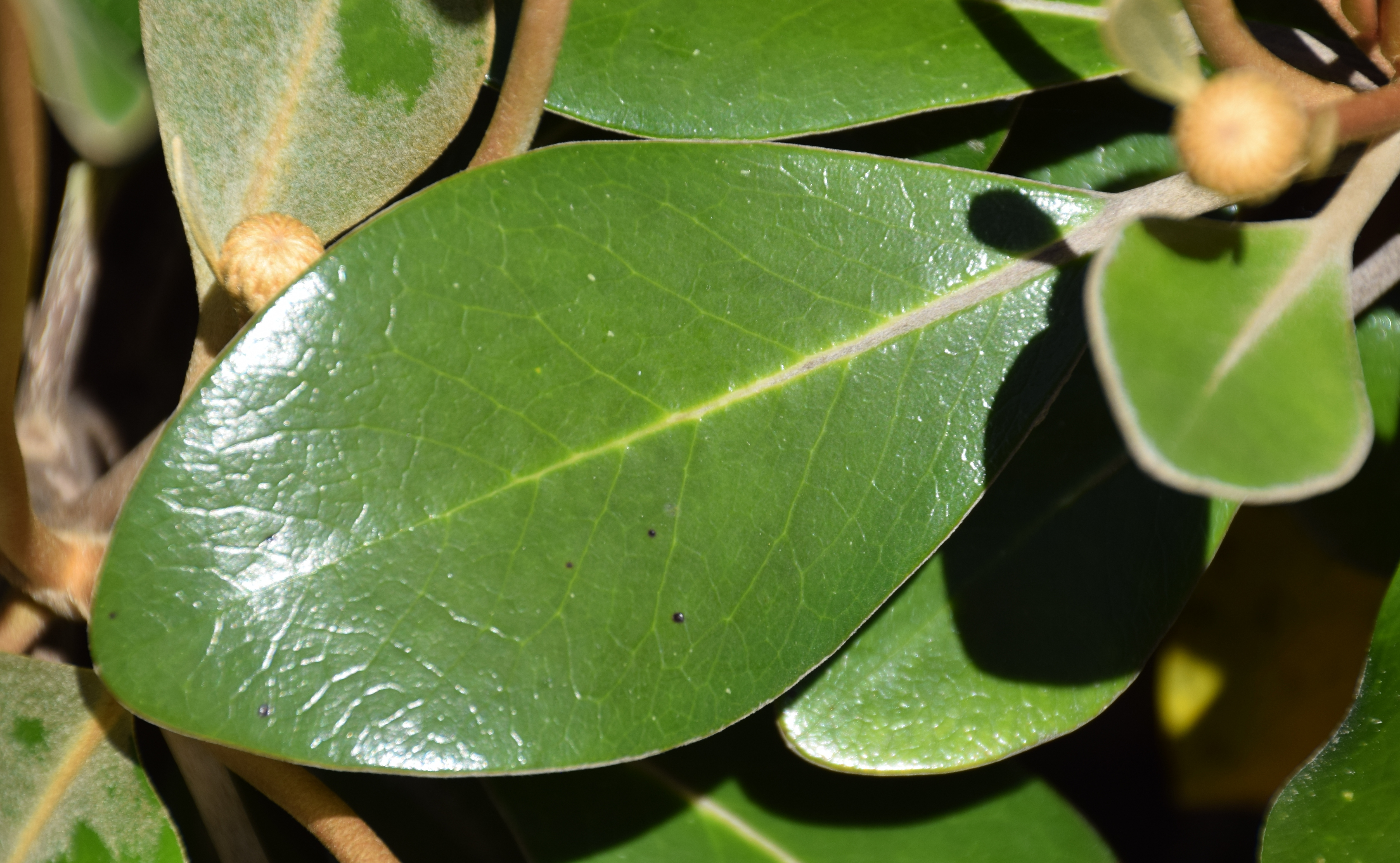
Le foglie
Pachystegia minor

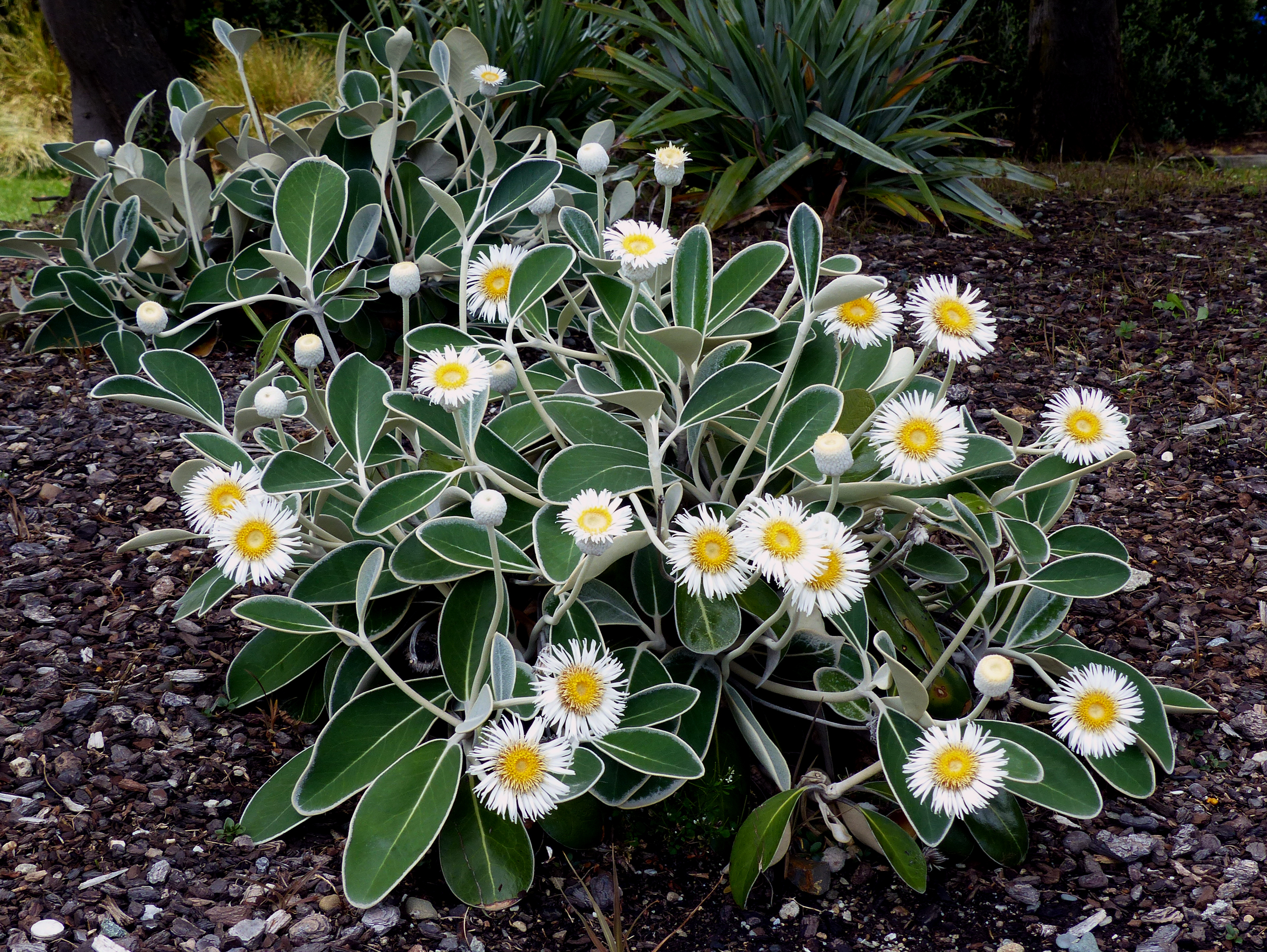
Infiorescenza
Pachystegia insignis

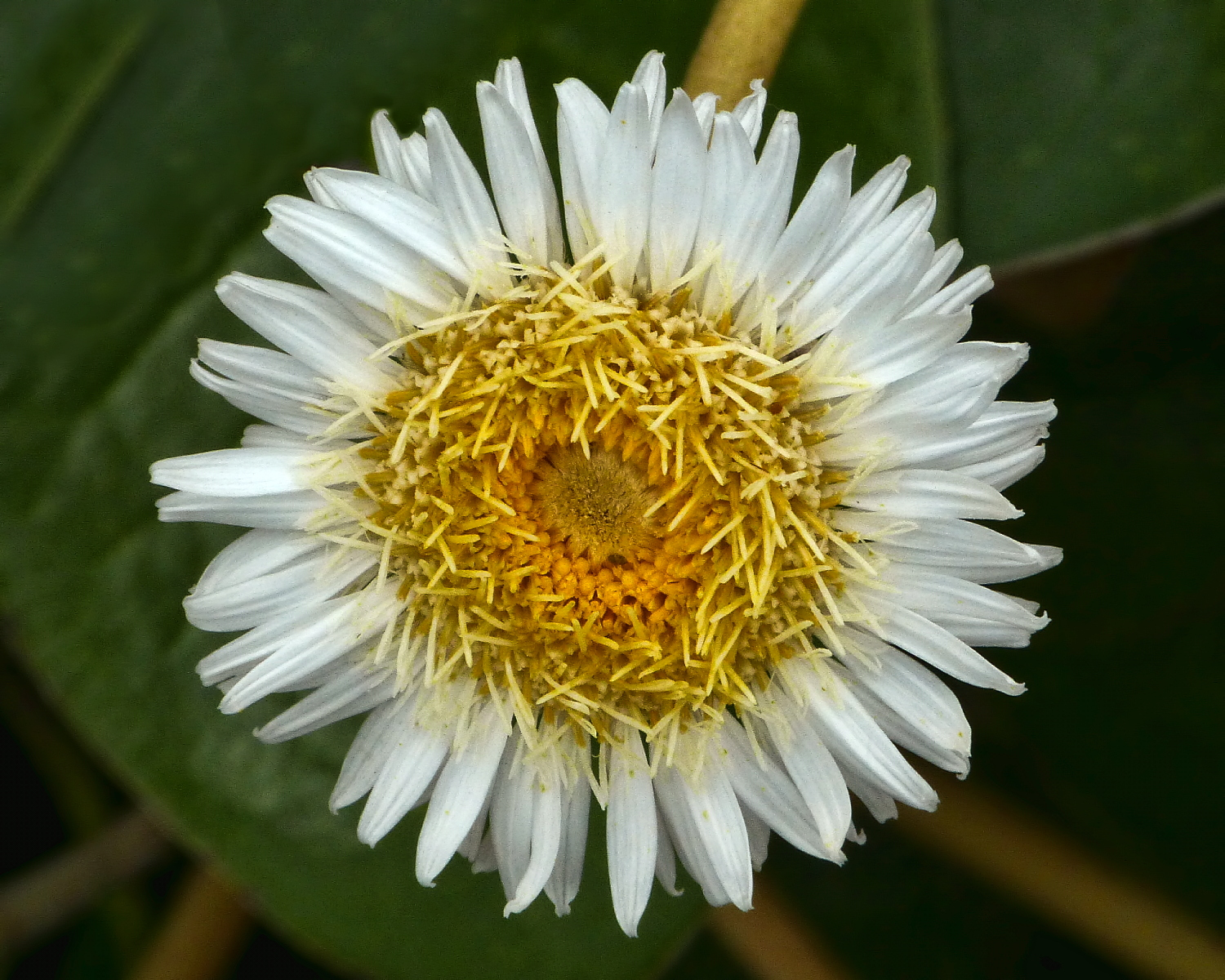
I fiori
Pachystegia insignis

Portamento. Le specie di questo genere hanno un habitus di tipo arbustivo.
Fusto. La parte aerea è eretta e robusta.
Foglie. Le foglie in genere sono grandi e disposte alla base delle piante in modo alternato; sono evidentemente picciolate. La lamina è semplice e intera con base ristretta sul picciolo. La superficie abassiale, nella maggior parte delle specie, è ricoperta da un denso tomento bianco-ferruginoso (tricomi lunghi a forma di "T" o di "Y", o lepidoto-lucenti); quella adassiale è glabra. La consistenza è coriacea.
Infiorescenza. Le sinflorescenze sono scapose. Le infiorescenze vere e proprie sono composte da un capolino terminale lungamente peduncolato e densamente tomentoso di tipo radiato con fiori eterogami. I capolini sono formati da un involucro, con forme da globose a emisferiche, composto da diverse brattee, al cui interno un ricettacolo fa da base ai fiori di due tipi: fiori del raggio e fiori del disco. Le brattee, densamente tomentose, con forme da ovate a lanceolate (le brattee più interne hanno delle sottili punte ricurve) e a consistenza erbacea, sono disposte in modo densamente embricato su 8 - 9 serie. Il ricettacolo, alveolato, in genere è nudo ossia senza pagliette a protezione della base dei fiori; la forma è leggermente convessa.
Fiori.  I fiori sono tetra-ciclici (formati cioè da 4 verticilli: calice – corolla – androceo – gineceo) e pentameri (calice e corolla formati da 5 elementi). Si distinguono in:
- fiori del raggio (esterni): sono femminili e sono disposti su 2 - 3 serie; la forma è ligulata (zigomorfa); a volte sono presenti degli staminoidi;
- fiori del disco (centrali): sono più numerosi con forme brevemente tubulose (attinomorfe); sono ermafroditi o (raramente) funzionalmente maschili.

- Formula fiorale:

*/x K {\displaystyle \infty }, [C (5), A (5)], G 2 (infero), achenio
- Calice: i sepali del calice sono ridotti ad una coroncina di squame.

- Corolla: 
  - fiori del raggio: la forma della corolla alla base è più o meno tubulosa-imbutiforme, mentre all'apice è ligulata; la ligula può terminare con alcuni denti e non è contorta; il colore è bianco;
  - fiori del disco: la forma è snella-tubulare strettamente aperta in 5 lobi; i lobi, patenti o eretti, hanno una forma più o meno lanceolata; il colore prevalente è bianco.

- Androceo: l'androceo è formato da 5 stami sorretti da filamenti generalmente liberi; gli stami sono connati e formano un manicotto circondante lo stilo; le teche (produttrici del polline) alla base sono caudate; le appendici apicali delle antere sono vistose; il tessuto endoteciale (rivestimento interno dell'antera) è quasi sempre polarizzato (con due superfici distinte: una verso l'esterno e una verso l'interno). Il polline è sferico con un diametro medio di circa 25 micron;  è tricolporato (con tre aperture sia di tipo a fessura che tipo isodiametrica o poro) ed è echinato (con punte sporgenti).[9][12]

- Gineceo: l'ovario è infero uniloculare formato da 2 carpelli.[5] Lo stilo (il recettore del polline) è profondamente bifido (con due stigmi divergenti) e con le linee stigmatiche marginali separate.[13] I due bracci dello stilo hanno una forma lineare, ottusa e possono essere papillosi o ricoperti da ciuffi di peli. Lo stilo dei fiori del raggio è supinato.

Frutti. I frutti sono degli acheni con pappo; in alcune specie è presente un certo dimorfismo (gli acheni dei fiori del raggio differiscono dagli acheni dei fiori del disco);
- achenio: gli acheni, con forme oblunghe-lineari, hanno delle scanalature laterali; la superficie è densamente sericea; la parete dell'achenio è formata da celle contenenti rafidi ma prive di fitomelanina; il carpoforo normalmente è anulare; le setole con punte a forma di ancora non sono presenti;
- pappo: il pappo, fulvo, è formato da una serie di setole sottili barbate e ispessite distalmente.

## Biologia
Impollinazione: l'impollinazione avviene tramite insetti (impollinazione entomogama tramite farfalle diurne e notturne).

Riproduzione: la fecondazione avviene fondamentalmente tramite l'impollinazione dei fiori (vedi sopra).

Dispersione: i semi (gli acheni) cadendo a terra sono successivamente dispersi soprattutto da insetti tipo formiche (disseminazione mirmecoria). In questo tipo di piante avviene anche un altro tipo di dispersione: zoocoria. Infatti gli uncini delle brattee dell'involucro (se presenti) si agganciano ai peli degli animali di passaggio disperdendo così anche su lunghe distanze i semi della pianta. Inoltre per merito del pappo il vento può trasportare i semi anche a distanza di alcuni chilometri (disseminazione anemocora).

## Distribuzione e habitat
Le specie di questo genere sono distribuite in Nuova Zelanda.

## Sistematica
La famiglia di appartenenza di questa voce (Asteraceae o Compositae, nomen conservandum) probabilmente originaria del Sud America, è la più numerosa del mondo vegetale, comprende oltre 23.000 specie distribuite su 1.535 generi, oppure 22.750 specie e 1.530 generi secondo altre fonti (una delle checklist più aggiornata elenca fino a 1.679 generi). La famiglia attualmente (2021) è divisa in 16 sottofamiglie; la sottofamiglia Asteroideae è una di queste e rappresenta l'evoluzione più recente di tutta la famiglia.

### Filogenesi
La tribù Astereae (una delle 21 tribù della sottofamiglia Asteroideae) comprende circa 40 sottotribù. In base alle ultime ricerche nella tribù sono stati individuati (provvisoriamente) 5 principali lignaggi:
- Basal grade: include alcuni generi isolati, il gruppo "South American-Oceania",  alcune sottotribù africane e il gruppo dei generi legnosi del Madagascar.
- Bellis lineage: comprende le sottotribù eurasiatiche e una sottotribù africana.
- Aster lineage: include i generi asiatici di Asterinae e i principali gruppi dell'Australia e dell'Oceania.
- Baccharis lineage: include alcuni gruppi sudamericani.
- North American lineage: include la vasta gamma di sottotribù del Nordamerica, Messico e alcuni gruppi distribuiti nel Sudamerica.

Il genere  Pachystegia  (insieme alla sottotribù Celmisiinae) è incluso nel lignaggio "Basal grade". In particolare fa parte del sottogruppo relativo agli areali dell'Oceania.
In precedenti trattazioni questo genere è descritto all'interno della sottotribù Hinterhuberinae (ora sinonimo della sottotribù Baccharidinae).
I caratteri distintivi del genere di questa voce sono:
- i capolini sono solitari;
- le brattee dell'involucro, densamente tomentose, sono disposte su 8 - 9 serie;
- le setole del pappo sono tutte della stessa lunghezza;
- la superficie degli acheni è densamente sericea.

Il livello di ploidia principale è 12x (ma anche 10x, 24x, 32x, 36x e 48x).

### Elenco delle specie
Questo genere ha 3 specie:
- Pachystegia insignis Cheeseman
- Pachystegia minor  (Cheeseman) Molloy
- Pachystegia rufa  Molloy